# Lišnjak
Lišnjak falu Horvátországban Šibenik-Knin megyében. Közigazgatásilag Drnišhez tartozik.

## Fekvése
Knintől légvonalban 16, közúton 29 km-re délre, községközpontjától légvonalban 4, közúton 5 km-re északra, Dalmácia középső részén fekszik.

## Története
A település a középkorban Nečven várának uradalmához tartozott. Középkori templomának alapfalait a templom újjáépítése során tárták fel. A várral együtt 1522-ben foglalta el a török. Az 1542. évi török összeírásában a Petrovo polje Drniš várához tartozó települései között szerepel. 1683-ban a velencei hadak szabadították fel a török uralom alól. 1797-ben a Velencei Köztársaság megszűnésével a Habsburg Birodalom része lett. 1806-ban Napóleon csapatai foglalták el és 1813-ig francia uralom alatt állt. Napóleon bukása után ismét Habsburg uralom következett, mely az első világháború végéig tartott. A falunak 1857-ben 64, 1910-ben 158 lakosa volt. Az első világháború után előbb a Szerb Királyság, majd rövid ideig az Olasz Királyság, ezután a Szerb-Horvát-Szlovén Királyság, majd Jugoszlávia része lett. 1991-ben lakóinak 94 százaléka horvát volt. 1991-ben elfoglalták a szerb csapatok és a Krajinai Szerb Köztársasághoz csatolták. A horvát hadsereg 1995 augusztusában a Vihar hadművelet során foglalta vissza a települést. 2011-ben a településnek mindössze 2 lakosa volt.

## Lakosság
| Lakosság változása | Lakosság változása | Lakosság változása | Lakosság változása | Lakosság változása | Lakosság változása | Lakosság változása | Lakosság változása | Lakosság változása | Lakosság változása | Lakosság változása | Lakosság változása | Lakosság változása | Lakosság változása | Lakosság változása | Lakosság változása |
| ------------------ | ------------------ | ------------------ | ------------------ | ------------------ | ------------------ | ------------------ | ------------------ | ------------------ | ------------------ | ------------------ | ------------------ | ------------------ | ------------------ | ------------------ | ------------------ |
| 1857               | 1869               | 1880               | 1890               | 1900               | 1910               | 1921               | 1931               | 1948               | 1953               | 1961               | 1971               | 1981               | 1991               | 2001               | 2011               |
| 64                 | 0                  | 105                | 116                | 128                | 158                | 0                  | 205                | 249                | 251                | 235                | 122                | 50                 | 17                 | 5                  | 2                  |

## Nevezetességei
Szent Illés próféta tiszteletére szentelt római katolikus temploma 1690-ben épült. Egyszerű, négyszög alaprajzú épület, homlokzatán kis kerek ablakkal. Homlokzata felett áll a dalmát templomokra jellemző pengefalú harangtorony, benne egy haranggal. A középkori apszis maradványainak tanúsága szerint már a török előtti időben is állt. Az 1715-ös egyházlátogatás jegyzőkönyve szerint nagyon szép oltárképe volt. A templomot 1800-ban meghosszabbították. 1970-ben belső terét az új liturgiai követelmények szerint rendezték át. Falán Szent Illés próféta egy régi ábrázolása látható. A délszláv háború során lerombolták, harangját elvitték. Ekkor semmisült meg a Kármelhegyi boldogasszony szobra is. A háború után újjáépítették, új tetőt kapott és belülről újravakolták. A négyszögletes apszis újjáépítése során megtalálták a templom eredeti apszisának alapjait és erre építették rá a templom új apszisát. Szent Illés szobrát a hívek adományaiból állították 2013-ban. A szentély berendezése során új ambót kapott. A templom mellett temető található.